# Coupe du monde de VTT 2008
Navigation
2007 2009
La Coupe du monde de VTT 2008 est la 18e édition de la Coupe du monde de VTT. Cette édition comprend quatre disciplines : cross-country, cross-country marathon, descente et 4-cross. L'UCI a annoncé en septembre 2007, l'annulation de la troisième étape de la Coupe du monde de cross-country marathon initialement prévue à Innsbruck, cette discipline est donc réduite à 2 manches en 2008 et elle disparait ensuite du programme de la Coupe du monde.

## Cross-country

### Hommes
| # | Date         | Lieu              | Vainqueur        | Deuxième             | Troisième              | Leader du général |
| - | ------------ | ----------------- | ---------------- | -------------------- | ---------------------- | ----------------- |
| 1 | 20 avril     | Houffalize        | Julien Absalon   | Nino Schurter        | Christoph Sauser       | Julien Absalon    |
| 1 | 20 avril     | Houffalize        | 2 h 06 min 56 s  | + 51 s               | + 1 min 14 s           | Julien Absalon    |
| 2 | 27 avril     | Offenbourg        | Julien Absalon   | Christoph Sauser     | Florian Vogel          | Julien Absalon    |
| 2 | 27 avril     | Offenbourg        | 1 h 58 min 42 s  | + 51 s               | + 54 s                 | Julien Absalon    |
| 3 | 4 mai        | Madrid            | Julien Absalon   | José Antonio Hermida | Jean-Christophe Péraud | Julien Absalon    |
| 3 | 4 mai        | Madrid            | 2 h 12 min 30 s  | + 12 s               | + 52 s                 | Julien Absalon    |
| 4 | 31 mai       | Vallnord,         | Christoph Sauser | Burry Stander        | Geoff Kabush           | Julien Absalon    |
| 4 | 31 mai       | Vallnord,         | 2 h 02 min 16 s  | + 9 s                | + 18 s                 | Julien Absalon    |
| 5 | 7 juin       | Fort William,     | Florian Vogel    | Nino Schurter        | Christoph Sauser       | Christoph Sauser  |
| 5 | 7 juin       | Fort William,     | 2 h 06 min 27 s  | + 1 s                | + 9 s                  | Christoph Sauser  |
| 6 | 27 juillet   | Mont-Sainte-Anne, | Julien Absalon   | Geoff Kabush         | Burry Stander          | Julien Absalon    |
| 6 | 27 juillet   | Mont-Sainte-Anne, | 2 h 07 min 44 s  | + 2 min 33 s         | + 4 min 53 s           | Julien Absalon    |
| 7 | 3 août       | Bromont,          | Julien Absalon   | Lukas Flückiger      | Adam Craig             | Julien Absalon    |
| 7 | 3 août       | Bromont,          | 2 h 16 min 24 s  | + 2 min 14 s         | + 3 min 46 s           | Julien Absalon    |
| 8 | 30 août      | Canberra ,        | Ralph Näf        | José Antonio Hermida | Geoff Kabush           | Julien Absalon    |
| 8 | 30 août      | Canberra ,        | 1 h 45 min 28 s  | + 16 s               | + 28 s                 | Julien Absalon    |
| 9 | 14 septembre | Schladming ,      | Christoph Sauser | José Antonio Hermida | Iván Álvarez           | Julien Absalon    |
| 9 | 14 septembre | Schladming ,      | 1 h 57 min 56 s  | + 19 s               | + 1 min 09 s           | Julien Absalon    |

| Pos | Cycliste             | Pts  |
| --- | -------------------- | ---- |
| 1.  | Julien Absalon       | 1340 |
| 2.  | Christoph Sauser     | 1195 |
| 3.  | José Antonio Hermida | 1064 |
| 4.  | Geoff Kabush         | 1030 |
| 5.  | Burry Stander        | 992  |
| 6.  | Adam Craig           | 878  |
| 7.  | Florian Vogel        | 848  |
| 8.  | Nino Schurter        | 808  |
| 9.  | Lukas Flückiger      | 808  |
| 10. | Todd Wells           | 803  |

### Femmes
| # | Date         | Lieu             | Vainqueur            | Deuxième             | Troisième            | Leader du général    |
| - | ------------ | ---------------- | -------------------- | -------------------- | -------------------- | -------------------- |
| 1 | 20 avril     | Houffalize       | Ren Chengyuan        | Irina Kalentieva     | Marie-Hélène Prémont | Ren Chengyuan        |
| 2 | 27 avril     | Offenbourg       | Irina Kalentieva     | Marie-Hélène Prémont | Ren Chengyuan        | Irina Kalentieva     |
| 3 | 4 mai        | Madrid           | Gunn-Rita Dahle      | Marie-Hélène Prémont | Marga Fullana        | Marie-Hélène Prémont |
| 4 | 1er juin     | Vallnord         | Marga Fullana        | Eva Lechner          | Marie-Hélène Prémont | Marie-Hélène Prémont |
| 5 | 8 juin       | Fort William     | Marie-Hélène Prémont | Marga Fullana        | Sabine Spitz         | Marie-Hélène Prémont |
| 6 | 26 juillet   | Mont-Sainte-Anne | Marie-Hélène Prémont | Catharine Pendrel    | Lene Byberg          | Marie-Hélène Prémont |
| 7 | 3 août       | Bromont          | Catharine Pendrel    | Marie-Hélène Prémont | Kateřina Nash        | Marie-Hélène Prémont |
| 8 | 30 août      | Canberra         | Irina Kalentieva     | Rosara Joseph        | Catharine Pendrel    | Marie-Hélène Prémont |
| 9 | 14 septembre | Schladming       | Maja Włoszczowska    | Irina Kalentieva     | Marie-Hélène Prémont | Marie-Hélène Prémont |

| Pos | Cycliste             | Pts  |
| --- | -------------------- | ---- |
| 1.  | Marie-Hélène Prémont | 1580 |
| 2.  | Catharine Pendrel    | 1243 |
| 3.  | Margarita Fullana    | 1060 |
| 4.  | Irina Kalentieva     | 900  |
| 5.  | Georgia Gould        | 890  |
| 6.  | Lene Byberg          | 870  |
| 7.  | Kateřina Nash        | 811  |
| 8.  | Tereza Huříková      | 798  |
| 9.  | Mary McConneloug     | 723  |
| 10. | Sabine Spitz         | 675  |

## Marathon

### Hommes
| # | Date      | Lieu     | Vainqueur      | Deuxième     | Troisième  | Leader du général |
| - | --------- | -------- | -------------- | ------------ | ---------- | ----------------- |
| 1 | 16 mars   | Manavgat | Thomas Dietsch | Alban Lakata | Karl Platt | Thomas Dietsch    |
| 2 | 5 octobre | Ornans   | Leonardo Páez  | Lukas Buchli | Karl Platt | Leonardo Páez     |

| Pos | Cycliste       | Pts |
| --- | -------------- | --- |
| 1.  | Leonardo Páez  | 390 |
| 2.  | Thomas Dietsch | 370 |
| 3.  | Alban Lakata   | 350 |
| 4.  | Karl Platt     | 320 |
| 5.  | Jochen Kass    | 210 |
| 6.  | Hannes Genze   | 210 |
| 7.  | Lukas Buchli   | 200 |
| 8.  | Urs Huber      | 198 |
| 9.  | Walter Costa   | 190 |
| 10. | Roland Stauder | 159 |

### Femmes
| # | Date      | Lieu     | Vainqueur     | Deuxième            | Troisième       | Leader du général |
| - | --------- | -------- | ------------- | ------------------- | --------------- | ----------------- |
| 1 | 16 mars   | Manavgat | Pia Sundstedt | Annabella Stropparo | Esther Süss     | Pia Sundstedt     |
| 2 | 5 octobre | Ornans   | Petra Henzi   | Esther Süss         | Blaža Klemenčič | Pia Sundstedt     |

| Pos | Cycliste            | Pts |
| --- | ------------------- | --- |
| 1.  | Pia Sundstedt       | 380 |
| 2.  | Esther Süss         | 360 |
| 3.  | Blaža Klemenčič     | 310 |
| 4.  | Petra Henzi         | 250 |
| 5.  | Janka Števková      | 230 |
| 6.  | Carina Ketonen      | 230 |
| 7.  | Annabella Stropparo | 200 |
| 8.  | Myriam Saugy        | 185 |
| 9.  | Anna Ferrari        | 168 |
| 10. | Sabrina Enaux       | 150 |

## Descente

### Hommes
| # | Date         | Lieu             | Vainqueur         | Deuxième         | Troisième    | Leader du général |
| - | ------------ | ---------------- | ----------------- | ---------------- | ------------ | ----------------- |
| 1 | 11 mai       | Maribor          | Sam Hill          | Julien Camellini | Steve Peat   | Sam Hill          |
| 2 | 1er juin     | Vallnord         | Gee Atherton      | Sam Hill         | Greg Minnaar | Sam Hill          |
| 3 | 8 juin       | Fort William     | Greg Minnaar      | Gee Atherton     | Steve Peat   | Sam Hill          |
| 4 | 26 juillet   | Mont-Sainte-Anne | Greg Minnaar      | Sam Hill         | Gee Atherton | Greg Minnaar      |
| 5 | 2 août       | Bromont          | Sam Hill          | Greg Minnaar     | Steve Peat   | Sam Hill          |
| 6 | 31 août      | Canberra         | Greg Minnaar      | Nathan Rennie    | Gee Atherton | Greg Minnaar      |
| 7 | 14 septembre | Schladming       | Samuel Blenkinsop | Sam Hill         | Gee Atherton | Greg Minnaar      |

| Pos | Cycliste          | Pts  |
| --- | ----------------- | ---- |
| 1.  | Greg Minnaar      | 1354 |
| 2.  | Sam Hill          | 1293 |
| 3.  | Gee Atherton      | 1207 |
| 4.  | Steve Peat        | 1099 |
| 5.  | Samuel Blenkinsop | 794  |
| 6.  | Fabien Barel      | 717  |
| 7.  | Nathan Rennie     | 620  |
| 8.  | Justin Leov       | 614  |
| 9.  | Chris Kovarik     | 608  |
| 10. | Julien Camellini  | 505  |

### Femmes
| # | Date         | Lieu             | Vainqueur       | Deuxième        | Troisième       | Leader du général |
| - | ------------ | ---------------- | --------------- | --------------- | --------------- | ----------------- |
| 1 | 11 mai       | Maribor          | Sabrina Jonnier | Rachel Atherton | Emmeline Ragot  | Sabrina Jonnier   |
| 2 | 1er juin     | Vallnord         | Rachel Atherton | Sabrina Jonnier | Floriane Pugin  | Rachel Atherton   |
| 3 | 8 juin       | Fort William     | Tracy Moseley   | Sabrina Jonnier | Rachel Atherton | Sabrina Jonnier   |
| 4 | 26 juillet   | Mont-Sainte-Anne | Rachel Atherton | Sabrina Jonnier | Tracy Moseley   | Rachel Atherton   |
| 5 | 2 août       | Bromont          | Rachel Atherton | Sabrina Jonnier | Tracy Moseley   | Rachel Atherton   |
| 6 | 31 août      | Canberra         | Tracy Moseley   | Rachel Atherton | Sabrina Jonnier | Rachel Atherton   |
| 7 | 14 septembre | Schladming       | Rachel Atherton | Floriane Pugin  | Sabrina Jonnier | Rachel Atherton   |

| Pos | Cycliste        | Pts  |
| --- | --------------- | ---- |
| 1.  | Rachel Atherton | 1533 |
| 2.  | Sabrina Jonnier | 1335 |
| 3.  | Tracy Moseley   | 1272 |
| 4.  | Emmeline Ragot  | 898  |
| 5.  | Floriane Pugin  | 852  |
| 6.  | Fionn Griffiths | 798  |
| 7.  | Mio Suemasa     | 687  |
| 8.  | Claire Buchar   | 539  |
| 9.  | Anita Molcik    | 504  |
| 10. | Myriam Nicole   | 406  |

## 4-cross

### Hommes
| # | Date         | Lieu             | Vainqueur       | Deuxième        | Troisième          | Leader du général |
| - | ------------ | ---------------- | --------------- | --------------- | ------------------ | ----------------- |
| 1 | 10 mai       | Maribor          | Rafael Álvarez  | Guido Tschugg   | Johannes Fischbach | Rafael Álvarez    |
| 2 | 1er juin     | Vallnord         | Dan Atherton    | Brian Lopes     | Guido Tschugg      | Guido Tschugg     |
| 3 | 7 juin       | Fort William     | Jared Graves    | Joost Wichman   | Dan Atherton       | Guido Tschugg     |
| 4 | 26 juillet   | Mont-Sainte-Anne | Rafael Álvarez  | Romain Saladini | Guido Tschugg      | Rafael Álvarez    |
| 5 | 2 août       | Bromont          | Rafael Álvarez  | Cédric Gracia   | Guido Tschugg      | Rafael Álvarez    |
| 6 | 30 août      | Canberra         | Jared Graves    | Sam Willoughby  | Luke Madill        | Rafael Álvarez    |
| 7 | 12 septembre | Schladming       | Romain Saladini | Dan Atherton    | Joost Wichman      | Rafael Álvarez    |

| Pos | Cycliste           | Pts |
| --- | ------------------ | --- |
| 1.  | Rafael Álvarez     | 895 |
| 2.  | Guido Tschugg      | 830 |
| 3.  | Dan Atherton       | 755 |
| 4.  | Cédric Gracia      | 610 |
| 5.  | Romain Saladini    | 590 |
| 6.  | Jared Graves       | 500 |
| 7.  | Joost Wichman      | 465 |
| 8.  | Johannes Fischbach | 445 |
| 9.  | Kamil Tatarkovič   | 395 |
| 10. | Filip Polc         | 210 |

### Femmes
| # | Date         | Lieu             | Vainqueur         | Deuxième       | Troisième       | Leader du général |
| - | ------------ | ---------------- | ----------------- | -------------- | --------------- | ----------------- |
| 1 | 10 mai       | Maribor          | Anneke Beerten    | Anita Molcik   | Fionn Griffiths | Anneke Beerten    |
| 2 | 1er juin     | Vallnord         | Anneke Beerten    | Mio Suemasa    | Fionn Griffiths | Anneke Beerten    |
| 3 | 7 juin       | Fort William     | Jana Horáková     | Rachel Seydoux | Anneke Beerten  | Anneke Beerten    |
| 4 | 26 juillet   | Mont-Sainte-Anne | Melissa Buhl      | Mio Suemasa    | Fionn Griffiths | Anneke Beerten    |
| 5 | 2 août       | Bromont          | Anneke Beerten    | Anita Molcik   | Mio Suemasa     | Anneke Beerten    |
| 6 | 30 août      | Canberra         | Caroline Buchanan | Anneke Beerten | Julia Boer      | Anneke Beerten    |
| 7 | 12 septembre | Schladming       | Romana Labounkova | Anneke Beerten | Jana Horáková   | Anneke Beerten    |

| Pos | Cycliste             | Pts  |
| --- | -------------------- | ---- |
| 1.  | Anneke Beerten       | 1230 |
| 2.  | Anita Molcik         | 540  |
| 3.  | Mio Suemasa          | 480  |
| 4.  | Fionn Griffiths      | 460  |
| 5.  | Melissa Buhl         | 420  |
| 6.  | Caroline Buchanan    | 370  |
| 7.  | Jana Horáková        | 350  |
| 8.  | Romana Labounková    | 310  |
| 9.  | Angelika Hohenwarter | 160  |
| 10. | Rachel Seydoux       | 150  |